# Вперше чую
«ВПЕРШЕ ЧУЮ» — музичний гурт, що виконує авторський рок з елементами українського фолку, фанку та регі.
Склад:
- Григорій Вагапов: автор пісень, вокал, гітара;
- Олександр Чмчам, Микола Кірсанов: клавіши;
- Oleg Lion(Цівінський) ,Константин Жовнер : гітара;
- Максим Грузинский: баян;
- Богдан Кутєпов: вокал, баян, сопілка;
- Олександр Атамась, Сергій Сторожев: бас-гітара;
- Вадим Лежньов: барабани, перкусія, аранжування;
- Тарас Козак,Сергій Зіменко: барабани;

Альбоми: «СкаСка» (2009), «ПрямоТок» (2011) - студія звукозапису KOMORA. Запис і зведення Костянтин Костенко.

## Фестивалі
Міжнародний мотофестиваль «Тарасова Гора», Концерт до Дня Незалежності України, Майдан Незалежності, "ГОГОЛЬFEST", Міжнародне Байк-шоу (Севастополь), Міжнародний фестиваль екстремальних видів спорту "Волчьи тропы" (м.Бобруйськ, Білорусь), "Мазепа-Фест" (Полтава), Мотофестиваль "5 Доріг" (Умань), Мотофестиваль "Дорога на СІЧ", Всеукраїнський фестиваль мономистецтв "РОЗКУТТЯ" (Хмельницький) та інші. 

## Нагороди
- 2009 - музична премія "Не попса" від Радіо Джем-ФМ, номінація "Дебют року".
- 2011 - лауреати всеукраїнського фестивалю "Червона Рута".

## Репертуар
Романтичний байкерський рок. Пісні, написані у мандрівках на мотоциклі.    
Під час Євромайдану особливої популярності набула композиція гурту «Не треба», виконана на тлі відеоряду про мирний громадянський протест та брутальні дії міліції під час розгону демонстрантів.